# Red Hawk (piattaforma)
La Red Hawk è una piattaforma petrolifera di produzione galleggiante di tipo spar installata nel Golfo del Messico ed operata dalla Anadarko Petroleum Corporation. È stata la prima piattaforma spar di tipo cell al mondo.

## Posizione geografica
La piattaforma si trova nel Golfo del Messico, a cavallo dei permessi Garden Banks 876 e 877, a 390 km a sud rispetto a Sabine Pass, Texas.
Nella posizione in cui è ancorata la piattaforma il fondale marino è profondo 1 615 m.
Le coordinate geografiche dell'installazione sono 27°07′18″N 91°57′31″W .

## Struttura

### Alternative di progetto
La cell spar è stata sviluppata per lo sviluppo del campo Red Hawk, piuttosto limitato nelle dimensioni e potenzialità, il cui gas (relativamente asciutto e con limitate frazioni di condensati e olio) non necessita di ingenti attrezzature di trattamento.
Una delle alternative consisteva in un lungo tie-back dei due pozzi sottomarini con la spar Baldpate a circa 100 km di distanza. La seconda opzione consisteva in una piattaforma galleggiante convenzionale. Entrambe queste soluzioni sono risultate anti-economiche rispetto alla limitata produzione di idrocarburi del campo.
La Kerr-McGee, operatore al momento dell'installazione, ha proposto una soluzione di tipo spar, ma al contempo economica, forte dell'esperienza maturata nel settore con le spar Nansen, Boomvang e Gunnison.
Il successo della Cell spar deriva dal fatto che le strutture tubolari che compongono lo scafo risultano di più economica realizzazione e possono essere assemblate in cantieri convenzionali, a differenza delle spar classiche e Truss, che possono essere assemblate solo in pochi cantieri al mondo di cui nessuno nei pressi del Golfo del Messico. Questo comporta un ulteriore risparmio sui costi di trasporto, evitando il ciclopico trasporto di uno scafo da decine di migliaia di tonnellate per migliaia di km.